# Toys "R" Us

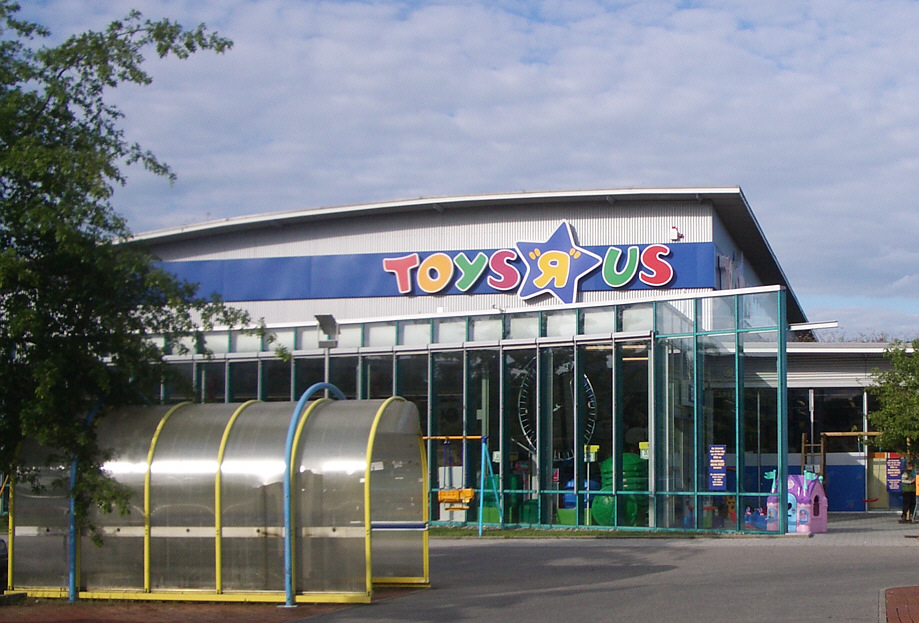
Toys "R" Us-în Germania

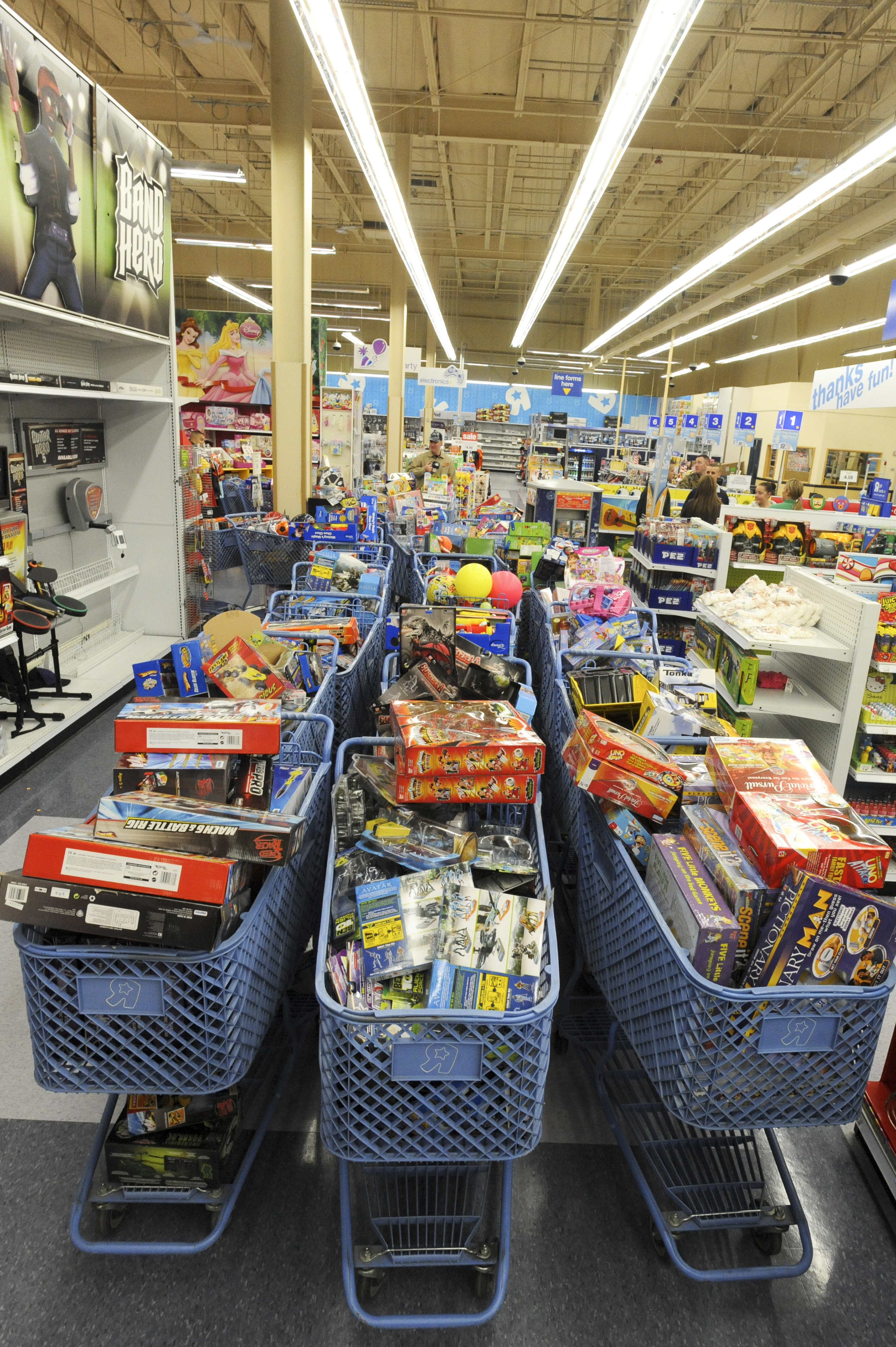
Toys-“R”-Us-în Alaska

Toys "R" Us este o companie cu sediul în Wayne, New Jersey. Compania este un lanț de magazine de jucării din Statele Unite ale Americii.